# Siega Verde
Siega Verde ist eine Fundstelle prähistorischer Felszeichnungen entlang des Río Águeda im Westen Spaniens. Die Anerkennung als UNESCO-Weltkulturerbe erfolgte im Jahre 2010 im Rahmen einer Erweiterung der bereits 1998 unter Schutz gestellten, etwa 80 Kilometer Luftlinie (= ca. 100 Fahrtkilometer) nordwestlich gelegenen, Weltkulturerbestätte des Vale do Côa, Portugal.

## Lage
Die Fundstelle liegt etwa zwei Kilometer westlich des Dorfes Castillejo de Martín Viejo, mithin also etwa 15 Kilometer nordwestlich der Stadt Ciudad Rodrigo in der Provinz Salamanca.

## Entdeckungsgeschichte
Die Zeichnungen waren der Bevölkerung der Gegend schon lange bekannt, doch gelangten sie erst im Jahre 1988 durch eine Forschungsreise zweier Archäologen der Universität Salamanca, Manuel Santoja und Rosario Pérez, ins Blickfeld der Forschung und damit auch einer breiteren Öffentlichkeit.

## Felsbilder
Insgesamt wurden entlang eines etwa drei Kilometer langen Flussabschnitts über 500 Ritzzeichnungen an 94 Fundstellen entdeckt, von denen jedoch nur wenige in ihrer Präzision und Ausdrucksstärke an die Höhlenmalereien von Altamira oder Lascaux heranreichen. Dargestellt sind im Wesentlichen Pferde, Stiere, Hirsche und Ziegen. Auch eine Zeichnung eines Wollnashorns glaubt man identifizieren zu können. Die Bearbeitung des Steins erfolgte durch Ritzen und Hämmern mit anderen, meist härteren Steinen, wobei jedoch nur die Umrisse der Tiere dargestellt sind – die Körperflächen selbst bleiben, wie bei Felszeichnungen üblich, unbearbeitet.

## Datierung
Das Alter der Zeichnungen wird auf 13.000 bis 20.000 Jahre geschätzt und den altsteinzeitlichen Kulturstufen des Gravettien und des Magdalénien zugerechnet.

## Bedeutung
Zusammen mit den etwa gleichzeitigen Felszeichnungen im Parque Arqueológico do Vale do Côa im heutigen Portugal bilden sie den bedeutendsten Komplex von Felsbildern auf der Iberischen Halbinsel.